# Тим, хто залишається жити
«Тим, хто залишається жити» («Тем, кто остаётся жить») — радянський художній фільм 1982 року, знятий режисером Миколою Гусаровим на Свердловській кіностудії.

## Сюжет
Історія будівництва та становлення заводу «Уралмаш» через долю його першого директора Олександра Баннікова. Фільм присвячений 50-річчю заводу.

## У ролях
- Володимир Гаєв — Олександр Петрович Банніков, начальник будівництва Уралмашзаводу
- Іван Краско — Володимир Федорович Фідлер, головний інженер будівництва Уралмашзаводу
- Леонід Неведомський — Іван Дмитрович, секретар обкому
- Вахтанг Міхелідзе — Григорій Костянтинович Орджонікідзе
- Тетяна Лебедєва — Наталка, доктор Наталія Іванівна
- Мойсей Василіаді — парторг
- Віктор Мамаєв — Микола Мячин, будівельник
- Василь Бочкарьов — Єрмолін, начальник ОДПУ
- Анатолій Лосєв — Архіпов, прокурор
- В'ячеслав Кириличев — Коротков
- Альоша Пургін — Шурка, син Баннікова
- Валерій Величко — інженер
- Валентин Воронін — епізод
- Микола Гусаров — епізод
- Н. Дойлідова — епізод
- Володимир Кадочников — міліціонер
- Борис Клюєв — Хренніков, чиновник
- Георгій Кондратьєв — епізод
- Олена Кузьміна — дружина Миколи
- Юрій Лахін — Максимов, інженер
- Валерій Лисенков — епізод
- Анатолій Морозов — епізод
- Ігор Незлобинський — робітник
- Олексій Петров — епізод
- Г. Скобелєв — похмурий майстровий
- Віктор Соловйов — епізод
- Валентин Черятніков — тракторист
- Віталій Штряков — епізод

## Знімальна група
- Режисер — Микола Гусаров
- Сценарист — Едуард Володарський
- Оператор — Володимир Макеранець
- Композитор — Володимир Лебедєв
- Художник — Владислав Расторгуєв